# Hans Moser (Produzent)
Hans Moser (* 30. September 1944 in Hannover als Hans Mosher Jr.; † 2. Juli 2016 ebenda) war ein deutscher Regisseur, Produzent pornografischer Filme, Fotograf und Herausgeber pornografischer Magazine, der auch unter dem Künstlernamen Sascha Alexander wirkte.

## Leben
Moser lernte im Jahr 1981 durch den Fotografen Peter M. Filip Teresa Orlowski kennen, die zuvor in einer Bar in Duisburg arbeitete. Zunächst fotografierte er sie für seine Pornomagazine, und später inszenierte er mit ihr Videos. Sie heirateten im Jahr 1982. In den 1980er Jahren war Teresa Orlowski bzw. die Firma VTO (Verlag Teresa Orlowski/Video Teresa Orlowski) gewissermaßen ein Synonym für Pornografie in Deutschland. Als das Ehepaar sein ganzes Geld in ein überdimensioniertes Studioprojekt in Hannover steckte, das als Pornosender ganz Europa bedienen sollte, aber dafür nicht die Genehmigung der EU bekam, begann erst die geschäftliche, später auch die menschliche Zerrüttung. Orlowski war überdies mit dem Sendeleiter Gerd Römbke liiert, wie der SPIEGEL berichtete. In Hannover produzierte sie verschiedene Serien von Pornomagazinen sowie Videofilme. 1988 konnten eigene Filmstudios gemeinsam mit Gerd Römbke als Partner Sendeleiter und Hans Mosher jr. als Produzent in der Wohlenbergstraße 4A, heute Studios der TVN (Madsack Gruppe), errichtet werden. Im Jahr 1989 wurde die Ehe geschieden.
Kurz darauf lernte Moser die junge Engländerin Sarah Young kennen, die er am 13. Januar 1991 heiratete und zum neuen Pornostar mit dem eigenen Label SLY aufbaute. Später wurde auch diese Ehe geschieden. Einige Jahre später versuchte er wenig erfolgreich, Michaela Schaffrath zum Star aufzubauen, die dann als Gina Wild bei anderen Produzenten Karriere machte. Moser versuchte auch, auf dem US-Pornomarkt Fuß zu fassen, indem er bekannte amerikanische Pornostars aus L.A. einfliegen ließ. Er bekam von ihnen aber wegen seiner schroffen Art der Regieführung den Spitznamen „Obersturmbannführer“ und geriet so auf die „Shit List“ der Hollywood Casting Agents, wie der deutsch-amerikanische Journalist Jerry Hoss berichtete, damaliger Lebensabschnittspartner des Erotikstarlets Sabrina Jürgens. Moser wollte letztere zur Nachfolgerin von Teresa Orlowski aufbauen, aber sie lehnte ab. In Hoss’ Autobiografie schreibt er über diese Episode, als er mit ihr 1989/90 den Swingerclub „Traumland II“ in Hamminkeln (NRW) leitete, wo auch mehrere Pornos entstanden. 
Auch zahlreiche andere Filme entstanden unter Mosers Regie, darunter das Debüt im Pornofilmbereich von Sibylle Rauch, Born for Love.
Die SAP Pictures (Sascha Alexander Productions GmbH), die Filme wie Hotel in Rimini (1991) und Hot on the Trail (1994) produzierte, hatte ihren Sitz in Hannover-Langenhagen.
Am 2. Juli 2016 starb Moser im Alter von 71 Jahren an einem Herzinfarkt.